# یو گلی
یو گلی (انگلیسی: Yu Geli؛ زادهٔ ۲۸ ژوئیهٔ ۱۹۷۶) بازیکن زن هندبال اهل چین بود. وی در بازی‌های المپیک تابستانی ۱۹۹۶ و ۲۰۰۴ شرکت کرده‌است.